# Borneowaterspitsmuis
De borneowaterspitsmuis (Chimarrogale phaeura)  is een zoogdier uit de familie van de spitsmuizen (Soricidae). De wetenschappelijke naam van de soort werd voor het eerst geldig gepubliceerd door Thomas in 1898.

## Voorkomen
De soort komt voor in Maleisië.